# Zhu Huaicheng
Zhu Huaicheng (chinesisch 朱怀诚, Pinyin Zhū Huáichéng; * 1962) ist ein chinesischer Paläopalynologe und Stratigraph. Er ist Direktor des Staatlichen chinesischen Schwerpunktlaboratoriums für Paläontologie (oder nach dem Englischen von der Homepage: Paläobiologie) und Stratigraphie des Instituts für Geologie und Paläontologie der Chinesischen Akademie der Wissenschaften in Nanjing.